# Chalawai
Chalawai, jedna od bivših bandi Atfalati Indijanaca, porodica kalapooian, koji su u ranom 19. stoljeću živjeli istočno od danas isušenog jezera Wapatoo Lake, na području sadašnjeg okruga Yamhill u Oregonu. Prema Hodgeu Chalawai su nestali oko 1830.-te godine.